# Szilágyi Virgil (politikus)
Székelyföldvári Szilágyi Virgil (Écska, 1824. november 28. – Budapest, 1892. december 30.) ügyvéd, országgyűlési képviselő, lapszerkesztő.

## Élete
Apja Szilágyi Endre gazdatiszt volt; az első oktatást házi nevelőtől nyerte. 1835-ben Hódmezővásárhelyre küldték iskolába, 1839 őszén szüleivel Pestre költözvén, a bölcseletet itt az egyetemen hallgatta. 1840. november 4-én apját elvesztvén, hat testvérével minden segély nélkül maradt; tehát tanítványok után nézett, hogy iskolai pályáját bevégezhesse. 1841 végén a joghallgatók közé iratkozott be, de veszélyes betegsége a tanfolyam félbeszakítására kényszerítette. 1842. februárban Hódmezővásárhelyre ment és ott az uradalmi ügyész, aki apjának egykori jó ismerőse volt, gyakornokul felvette. A jogtudományokból egymásután magánvizsgálatokat tett.
Az 1844. évi pozsonyi országgyűlés alatt királyi táblai jegyzővé esküdött és visszatért főnökéhez. 1846. január 24-én ügyvédi oklevelet nyert és azon év április 17-én Csongrád megye tiszteletbeli al-, augusztusban másod- és 1848-ban első jegyzőjévé nevezték ki. Az 1848-49-es szabadságharc alatt tagja volt a megyei vészbizottságnak, 1850. februárban a Csongrád megyei császári biztos megyei törvényszéki főjegyzőnek nevezte ki, amit azonban el nem fogadott; hanem szeptember végén Pestre költözött és 1851-től a Pesti Napló belmunkatársa lett és a külföldi rovat egy részét kezelte. Sok fő- és tárcacikket írt, ezek közül a legnagyobb alapossággal van írva: Az angol arisztokraczia c. cikk.
1853 elejétől Gönczy Pál nevelőintézetében a magyar nyelv és a történelem tanára volt. 1854 nyarán a minden ügyvédtől kívánt vizsgát letette és csakhamar feltűnt törvényszéki védbeszédeivel. 1859-ben a Táncsics Mihály politikai perében mondott védőbeszédével, mely a jogászékesszólás egyik kiváló alkotása volt, s hazafias bátorságával az egész ország szívét megdobogtatta, többek közt mondván: «Felségárulásról nem lehet szó oly országban, hol nincs törvényes felség»; nagy népszerűségre tett szert.
Az 1861. évi országgyűlésre április 2-án Pest-Józsefváros választotta meg képviselőnek. Az országgyűlésen is kitűnt és már első felszólalásában tiltakozott az ellen, hogy Horvátországot üres lappal kínálják meg. Az országgyűlés feloszlatása után 1862. február 28-án a katonai hatóság által elfogatott és felségárulási vád alapján (hogy az emigráció tagjaival összeköttetésben van) halálra ítéltetett. Ezen ítéletet kegyelem útján 14 évi várfogságra változtatták és Péterváradra szállították. Még azon év november 23-án neje, felsőszopori Kovács Fanny Forgách gróf akkori kancellárnál megkegyelmezését kieszközölte.
Az osztrák-porosz háború alatt a Klapka-invázió napjának éjjelén a katonaság által elfogatott és katonai rögtönítélő bíróság elé állíttatott oly vád alapján, mely alappal nem bírt és a katonai bíróság kénytelen volt rendes eljárásra vinni át az ügyet. A nikolsburgi béke megkötése utáni napon az eljárást kegyelemből beszüntették és Szilágyi családjával együtt külföldön töltött két évet. Milánói tartózkodása alatt a legbensőbb érintkezésben állott Kossuth Lajossal, Simonyi Ernővel, Irányi Dániellel és az emigráció többi tagjaival. 1867-ben Párizsba ment, ahol részt vett az emigráció tárgyalásaiban. Később Berlinbe költözött, ahol sűrűn érintkezett Bismarckkal, Schultze-Delitschschel és Dunckerrel. Ez idő alatt a Magyar Ujság hasábjain fejtett ki nagyobb publicistai működést.
Berlinből hazatérve 1869. március 17-én Hódmezővásárhely országgyűlési képviselővé választotta. A következő országgyűlésre 1881. november 7-én Székelyudvarhely választotta meg képviselőnek; ugyanitt választották meg 1884. június 14-én. Ezen országgyűlés vége előtt mandátumát letette és visszavonult birtokára. 1870-ben a katolikus kongresszuson vezérszerepe volt és 1871-ben ő dolgozta ki a katolikus autonómia szervezeti tervét, valamint a kormánynak benyújtott emlékiratot.
Politikai és jogi cikkeinek száma meghaladja az 1500-at.

## Munkái
- Ujkor története 1516-1789. Pest, 1850 (Uj czímlappal: Éjszakamerika és a Pyrenei félsziget története a XVI., XVII. és XVIII. században. Uo. 1851)
- A közérzület. Uo. 1850 (röpirat)
- Szelíd fájdalmak. Regény. Uo. 1853, két kötet
- A végzet utai. Beszélyek. Uo. 1855
- Betűsoros tárgymutató a törvényekhez és rendeletekhez, melyek az országos törvény- és kormány-lapok eddig kiadott hat évi folyamában és úgy a kiadott pótkötetben megjelentek. Uo. 1856
- Magyar történeti képek. Uo. 1856
- A válponton. Uo. 1861 (röpirat)
- Országgyűlési beszéde 1861. máj. 18. Uo.
- A magyar magánjog visszaállításának kérdése. Uo. 1861
- A nemzeti kérdés hazánkban. Írta: R. i. Uo. 1861
- A megyék és városok rendezéséről. Uo.
- A törvénykezési reform alapelvei. Uo. 1865
- A törvénykezés javításáról. Uo. 1865
- A köztörvényhatósági önkormányzat biztosításáról. Uo. 1867
- A katholikus autonomia kérdéséhez. Uo. 1869
- Észrevételek Ghiczy Kálmán úrnak a kultuszminiszter úrhoz intézett interpellatiójára. Uo. 1871 (R. i.)
- Válasz Bartal György úrnak. Uo. 1871 (R. i.).
- A házasság felbontatlansága. Bpest, 1873
- Uzsora és kamatmaximum. Uo. 1882 (R. i.).

Szerkesztette az Értesítő című szépirodalmi és vegyes tartalmú hetilapot 1852. február 1-től április 26-ig (ebben: Hazánk és Fiume c. hosszabb cikke jelent meg) és ennek folytatását a Budapesti Viszhang c. szépirodalmi divatlapot 1852. május 2-tól 1853 tavaszáig, amikor a Délibábba olvadt; ez megszűnvén, Vahot Imrével szövetkezve, 1854. május 7-én a Budapesti Viszhangot újra megindította, mely 1857. február 4. megszűnt; a Törvénykezési Lapokat ideiglenesen szerkesztette és kiadta Császár Ferenc halála után 1858 augusztus végétől szeptember 25-ig, mikor megszűnt.